# الاتحاد الدولي للحريات
كان الاتحاد الدولي للحريات (IFA)جماعة مقترحة أعلن عنها في شهر يوليو من عام 2010 السياسي الهولندي جيرت ويلدرز. ولقد كشف ويلدرز أن الاتحاد الدولي للحرية سيكون منظمة مظلة للجماعات والأفراد الذين «يحاربون من أجل الحرية ضد الإسلام». فهدفه هو إنشاء اتحاد دولي لإنهاء هجرة المواطنين المسلمين إلى الغرب والحظر التام لـ الشريعة الإسلامية.
كان ويلدرز قد خطط لإنشاء فروع للاتحاد الدولي للحريات في الولايات المتحدة وكندا وبريطانيا وفرنسا وألمانيا في عام 2010 الماضي، ولكن يبدو أن محاكمته قد عطلت تلك الخطط. ذكر ويلدرز في بيان ألقاه على الصحفيين في البرلمان الهولندي «الرسالة هي» أوقفوا الإسلام ودافعوا عن الحرية«إنها رسالة من الأهمية بمكان ليس فقط بالنسبة للهولنديين ولكن لجميع العالم الغربي الحر». وذكر ويلدرز أيضًا أن المنظمة الجديدة لن تضم أي متشددين من المعسكر اليميني.

## وصلات خارجية
- International Freedom Alliance (currently offline)